# Policiamento preditivo
O policiamento preditivo se refere ao uso de análises matemáticas, preditivas e outras técnicas analíticas na aplicação da lei para identificar atividades criminosas em potencial. Os métodos de policiamento preditivo se enquadram em quatro categorias gerais: métodos para prever crimes, métodos para prever criminosos, métodos para prever a identidade dos perpetradores e métodos para prever vítimas de crime.
A tecnologia tem sido descrita na mídia como uma inovação revolucionária capaz de "parar o crime antes que ele aconteça". No entanto, um relatório da RAND Corporation sobre a implementação de tecnologia de policiamento preditivo descreve seu papel em termos mais modestos: "Os métodos de policiamento preditivo não são uma bola de cristal: eles não podem prever o futuro. Eles só podem identificar pessoas e locais com maior risco de crime ... as abordagens mais eficazes com o policiamento preditivo são elementos de estratégias proativas maiores que constroem relacionamentos fortes entre os departamentos de polícia e suas comunidades para resolver os problemas do crime".
Nos Estados Unidos, a prática do policiamento preditivo foi implementada por departamentos de polícia em vários estados, como Califórnia, Washington, Carolina do Sul, Alabama, Arizona, Tennessee, Nova Iorque e Illinois.

## Metodologia
O policiamento preditivo usa dados sobre os horários, locais e natureza dos crimes passados, para fornecer informações aos estrategistas da polícia sobre onde e em que horas as patrulhas policiais devem patrulhar ou manter uma presença, a fim de fazer o melhor uso dos recursos ou para onde tem a maior chance de dissuadir ou prevenir crimes futuros. Este tipo de policiamento detecta sinais e padrões em relatórios de crimes para antecipar se o crime aumentará, quando um tiroteio pode ocorrer, onde o próximo carro será roubado e quem será a próxima vítima do crime. Os algoritmos são produzidos levando-se em consideração esses fatores, que consistem em grandes quantidades de dados que podem ser analisados. O uso de algoritmos cria uma abordagem mais eficaz que acelera o processo de policiamento preditivo, uma vez que pode fatorar rapidamente em diferentes variáveis para produzir um resultado automatizado. A partir das previsões que o algoritmo gera, elas devem ser acopladas a uma estratégia de prevenção, que normalmente envia um policial ao local e hora previstos para o crime.
O uso de policiamento preditivo automatizado fornece um processo mais preciso e eficiente ao olhar para crimes futuros, porque há dados para apoiar as decisões, ao invés de apenas os instintos dos policiais. Ao fazer com que a polícia use as informações do policiamento preditivo, eles são capazes de antecipar as preocupações das comunidades, alocar recursos de maneira inteligente em horários e lugares e prevenir a vitimização. O policiamento preditivo é um complemento ao policiamento de hotspot, que se mostrou eficaz e promissor na redução de crimes e delitos. O policiamento de hotspots também tende a se concentrar em locais urbanos, ou pequenas áreas em geral, onde a criminalidade é alta.
A polícia também pode usar dados acumulados sobre tiroteios e sons de tiros para identificar os locais dos tiroteios. A cidade de Chicago usa dados combinados de estatísticas de crimes de mapeamento populacional para melhorar o monitoramento e identificar padrões. A PredPol, fundada em 2012 por um professor da UCLA, é uma das líderes de mercado para empresas de software de policiamento preditivo. Seu algoritmo é formado por meio de um exame do modelo de quase repetição, que infere que se um crime ocorrer em um local específico, as propriedades e terrenos ao seu redor também correm o risco de suceder o crime. Esse algoritmo leva em consideração o tipo de crime, a localização do crime e a data e hora do crime para calcular previsões de ocorrências futuras. Outro programa de software utilizado para policiamento preditivo é a operação LASER, usada em Los Angeles para tentar reduzir a violência armada. No entanto, o LASER foi descontinuado em 2019 por uma lista de motivos, mas especificamente por causa das inconsistências ao rotular as pessoas. Além disso, alguns departamentos de polícia também interromperam o uso do programa devido aos preconceitos raciais e aos métodos ineficazes associados a ele. Embora a ideia por trás do modelo de policiamento preditivo seja útil em alguns aspectos, ele sempre teve o potencial de reiterar tecnologicamente os preconceitos sociais, o que inevitavelmente aumentaria os padrões preexistentes de desigualdade.

## História
A tentativa de prever crimes dentro dos departamentos de polícia pode primeiro ser rastreada até o trabalho conduzido pela Escola de Sociologia de Chicago sobre a reincidência da liberdade condicional na década de 1920. Envolvido neste processo estava o sociólogo Ernest Burgess, que usou a pesquisa para elaborar a abordagem atuarial. A abordagem funciona para encontrar e pesar certos fatores que se correlacionam com a previsão de crimes futuros. Logo isso se espalhou por várias partes do sistema de justiça, levando à criação de instrumentos de previsão como a Avaliação Rápida de Risco para Reincidência de Ofensas Sexuais (RRASOR) e o Guia de Avaliação de Risco de Violência (VRAG).
Em 2008, o chefe de polícia William Bratton do Departamento de Polícia de Los Angeles (LAPD) começou a trabalhar com os diretores em exercício do Bureau of Justice Assistance (BJA) e do National Institute of Justice (NIJ) para explorar o conceito de policiamento preventivo na prevenção do crime. Em 2010, os pesquisadores propuseram que era possível prever certos crimes, da mesma forma que os cientistas previram as réplicas do terremoto.
Em 2009, o NIJ realizou seu primeiro simpósio de policiamento preditivo. No evento, Kristina Rose, diretora interina do NIJ, afirmou que os Departamentos de Polícia de Shreveport, Los Angeles, D.C. Metropolitan, Nova Iorque, Chicago e Boston estavam interessados em implementar um programa de policiamento preventivo. Hoje, programas de policiamento preditivo são usados pelos departamentos de polícia em vários estados dos EUA, como Califórnia, Washington, Carolina do Sul, Arizona, Tennessee, Nova York e Illinois. Programas de policiamento preditivo também foram implementados no Reino Unido e na Europa, por exemplo, na Polícia do Condado de Kent e na Holanda.
A partir de 2012, o NOPD iniciou uma colaboração secreta com a Palantir Technologies no campo do policiamento preditivo. Segundo as palavras de James Carville, ele foi o impulsionador deste projeto e "ninguém em Nova Orleans sabe disso".
Na China, o Departamento de Polícia de Suzhou adotou o policiamento preditivo desde 2013. Durante os anos de 2015 a 2018, várias cidades na China adotaram o policiamento preditivo. A China usou o policiamento preditivo para identificar e direcionar as pessoas enviadas para os campos de reeducação de Xinjiang.

## Efetividade
Um estudo conduzido pela RAND Corporation descobriu que não havia evidências estatísticas de que o crime foi reduzido quando o policiamento privado foi implementado. O estudo cita que o policiamento preditivo é apenas metade da eficácia. A ação humana executada com cuidado é a segunda metade de sua eficácia. Essa previsão e execução são altamente dependentes da confiabilidade da entrada dos dados. Se os dados não forem confiáveis, a eficácia do policiamento preditivo pode ser contestada.
Outro estudo conduzido pelo Departamento de Polícia de Los Angeles (LAPD) em 2010, descobriu que sua precisão era o dobro de suas práticas atuais. Em Santa Cruz, Califórnia, a implementação do policiamento preventivo ao longo de um período de 6 meses resultou em uma queda de 19% no número de roubos. Em Kent, 8,5 por cento de todos os crimes de rua ocorreram em locais previstos pela PredPol, superando os 5 por cento dos analistas da polícia.
Um estudo do Instituto Max Planck de Direito Penal Internacional em uma avaliação de um piloto de 3 anos do software Precobs (sistema de observação pré-crime) disse que nenhuma declaração definitiva pode ser feita sobre a eficácia do software. O projeto piloto de 3 anos entrará em uma segunda fase em 2018.
Uma estratégia particular de policiamento preditivo, chamada policiamento de hotspot, teve um efeito positivo sobre o crime. As evidências fornecidas pelo National Institute of Justice mostram que este método diminuiu a frequência de crimes múltiplos, violentos, drogas e álcool, entre outros. No entanto, sem uma execução cuidadosa e implementação de dados suficientes, esse método pode perpetuar o preconceito implícito e o perfil racial.
De acordo com o estudo da RAND, a eficácia do policiamento preditivo requer e depende da entrada de dados de alta qualidade e quantidade. Sem dados suficientes, o policiamento preditivo resulta em resultados negativos e imprecisos. Além disso, também é citado que o policiamento preditivo é erroneamente referido como o "fim do crime." No entanto, a eficácia do policiamento preditivo depende fundamentalmente da ação tangível realizada com base nas previsões.